# الماشورة (خيران المحرق)

تعديل مصدري - تعديل

الماشورة هي إحدى قرى عزلة مسروح بمديرية خيران المحرق التابعة لمحافظة حجة، بلغ تعداد سكانها 1947 نسمة حسب تعداد اليمن لعام 2004.